# Temporada 1975-76 de los Buffalo Braves
La temporada 1975-76 fue la sexta de los Buffalo Braves en la NBA. La temporada regular acabó con 46 victorias y 36 derrotas, ocupando el quinto puesto de la conferencia Este, clasificándose para los playoffs, en los que cayeron en semifinales de conferencia ante Boston Celtics.

## Elecciones en elDraft
| Ronda | Puesto | Jugador      | Posición | Nacionalidad   | Universidad |
| ----- | ------ | ------------ | -------- | -------------- | ----------- |
| 3     | 52     | George Bucci | Escolta  | Estados Unidos | Manhattan   |

## Temporada regular
| División Atlántico   | División Atlántico | División Atlántico | División Atlántico | División Atlántico | División Atlántico | División Atlántico | División Atlántico | División Atlántico |
| Equipo               | G                  | P                  | %                  | PD                 | Casa               | Fuera              | Div                |                    |
| -------------------- | ------------------ | ------------------ | ------------------ | ------------------ | ------------------ | ------------------ | ------------------ | ------------------ |
| y-Boston Celtics     | 54                 | 28                 | .659               | –                  | 31–10              | 23–18              | 13–8               |                    |
| x-Philadelphia 76ers | 46                 | 36                 | .561               | 8                  | 34–7               | 12–29              | 9–12               |                    |
| x-Buffalo Braves     | 46                 | 36                 | .561               | 8                  | 28–14              | 18–22              | 10–11              |                    |
| New York Knicks      | 38                 | 44                 | .463               | 16                 | 24–17              | 14–27              | 10–11              |                    |

## Playoffs

### Primera ronda
Philadelphia 76ers vs. Buffalo Braves 
| Fecha       | Partido                                    | Ciudad       |
| ----------- | ------------------------------------------ | ------------ |
| 15 de abril | Philadelphia 76ers 89, Buffalo Braves 95   | Philadelphia |
| 16 de abril | Buffalo Braves 106, Philadelphia 76ers 131 | Buffalo      |
| 15 de abril | Philadelphia 76ers 123, Buffalo Braves 124 | Philadelphia |
|             | Buffalo Braves gana las series 2-1         |              |

### Semifinales de Conferencia
Boston Celtics vs. Buffalo Braves 
| Fecha       | Partido                                | Ciudad |
| ----------- | -------------------------------------- | ------ |
| 21 de abril | Boston Celtics 107, Buffalo Braves 98  | Boston |
| 23 de abril | Boston Celtics 101, Buffalo Braves 96  | Boston |
| 25 de abril | Buffalo Braves 98, Boston Celtics 93   | Búfalo |
| 28 de abril | Buffalo Braves 124, Boston Celtics 122 | Búfalo |
| 30 de abril | Boston Celtics 99, Buffalo Braves 88   | Boston |
| 2 de mayo   | Buffalo Braves 100, Boston Celtics 104 | Búfalo |
|             | Boston Celtics gana las series 4-2     |        |

## Estadísticas
| Rk | Jugador          | Edad | P  | PT | MP   | TC   | TCI  | %TC  | TL  | TLI | %TL   | RO  | RD  | RT   | AS  | RB  | TAP | BP | FP  | PTS  |
| -- | ---------------- | ---- | -- | -- | ---- | ---- | ---- | ---- | --- | --- | ----- | --- | --- | ---- | --- | --- | --- | -- | --- | ---- |
| 1  | Bob McAdoo       | 24   | 78 |    | 42.7 | 12.0 | 24.6 | .487 | 7.2 | 9.4 | .762  | 3.1 | 9.3 | 12.4 | 4.0 | 1.2 | 2.1 |    | 3.8 | 31.1 |
| 2  | Randy Smith      | 27   | 82 |    | 38.6 | 8.6  | 17.3 | .494 | 4.7 | 5.7 | .817  | 1.3 | 3.8 | 5.1  | 5.9 | 1.9 | 0.0 |    | 3.3 | 21.8 |
| 3  | Jim McMillian    | 27   | 74 |    | 35.3 | 6.6  | 12.4 | .536 | 2.5 | 3.0 | .858  | 1.8 | 3.5 | 5.3  | 2.8 | 1.2 | 0.2 |    | 1.9 | 15.8 |
| 4  | John Shumate     | 23   | 32 |    | 32.7 | 4.6  | 7.9  | .575 | 3.0 | 4.5 | .678  | 2.6 | 7.3 | 9.8  | 2.0 | 1.2 | 0.6 |    | 2.6 | 12.2 |
| 5  | Gar Heard        | 27   | 50 |    | 30.5 | 4.1  | 9.8  | .421 | 1.6 | 2.7 | .607  | 2.8 | 7.5 | 10.2 | 2.5 | 1.3 | 1.1 |    | 3.7 | 9.9  |
| 6  | Ken Charles      | 24   | 81 |    | 27.7 | 4.0  | 8.9  | .456 | 2.0 | 2.5 | .785  | 0.7 | 2.0 | 2.7  | 2.5 | 1.5 | 0.6 |    | 3.2 | 10.1 |
| 7  | Jack Marin       | 31   | 12 |    | 23.2 | 3.4  | 7.8  | .436 | 2.3 | 2.8 | .818  | 0.8 | 2.5 | 3.3  | 1.9 | 0.6 | 0.5 |    | 2.5 | 9.1  |
| 8  | Ernie DiGregorio | 25   | 67 |    | 20.4 | 2.7  | 7.1  | .384 | 1.3 | 1.4 | .915  | 0.2 | 1.4 | 1.7  | 4.0 | 0.6 | 0.0 |    | 2.4 | 6.7  |
| 9  | Bob Weiss        | 33   | 66 |    | 15.1 | 1.3  | 2.8  | .486 | 0.5 | 0.7 | .729  | 0.2 | 0.8 | 1.0  | 2.3 | 0.7 | 0.2 |    | 1.4 | 3.2  |
| 10 | Tom McMillen     | 23   | 50 |    | 14.2 | 1.9  | 4.4  | .432 | 0.8 | 1.1 | .759  | 1.3 | 2.4 | 3.7  | 1.4 | 0.1 | 0.1 |    | 1.7 | 4.7  |
| 11 | Don Adams        | 28   | 56 |    | 12.6 | 1.2  | 3.0  | .394 | 0.7 | 1.0 | .702  | 0.7 | 1.9 | 2.6  | 1.3 | 0.5 | 0.1 |    | 2.3 | 3.1  |
| 12 | Dick Gibbs       | 27   | 72 |    | 12.0 | 1.8  | 4.2  | .429 | 1.1 | 1.3 | .828  | 0.6 | 0.9 | 1.5  | 0.7 | 0.2 | 0.2 |    | 1.8 | 4.7  |
| 13 | Dale Schlueter   | 30   | 71 |    | 10.9 | 0.9  | 1.7  | .500 | 0.8 | 1.1 | .667  | 0.8 | 2.3 | 3.2  | 1.1 | 0.2 | 0.2 |    | 2.0 | 2.5  |
| 14 | Steve Kuberski   | 28   | 10 |    | 8.5  | 0.7  | 1.7  | .412 | 0.3 | 0.3 | 1.000 | 0.4 | 2.1 | 2.5  | 0.3 | 0.1 | 0.2 |    | 1.0 | 1.7  |
| 15 | Jim Washington   | 32   | 1  |    | 7.0  | 0.0  | 1.0  | .000 | 0.0 | 0.0 |       | 1.0 | 0.0 | 1.0  | 1.0 | 0.0 | 0.0 |    | 0.0 | 0.0  |

## Galardones y récords
| Jugador      | Galardón                                                                            |
| Bob McAdoo   | Líder de anotación de la NBA All-Star                                               |
| Randy Smith  | 2.º Mejor quinteto de la NBA All-Star                                               |
| John Shumate | Mejor quinteto de rookies de la NBA Líder en porcentaje de tiros de campo de la NBA |